# Philipp Heinrich Müller (Medailleur)
Philipp Heinrich Müller (* 2. Oktober 1654 in Augsburg; † 17. Januar 1719 ebenda) war ein deutscher Goldschmied, Medailleur und Stempelschneider.

## Leben
Philipp Heinrich Müller wurde als Sohn des Augsburger Goldschmiedes Hans Jakob Miller († 1678) und der Goldschmiedetochter Barbara geb. Wachter in Augsburg geboren. Er absolvierte eine Ausbildung zum Goldschmied in Augsburg und wurde  im Jahre 1682 Meister. Er war anschließend überwiegend als Stempelschneider tätig und schuf im Laufe seines Lebens über 260 Münzen und über 400 Medaillen.

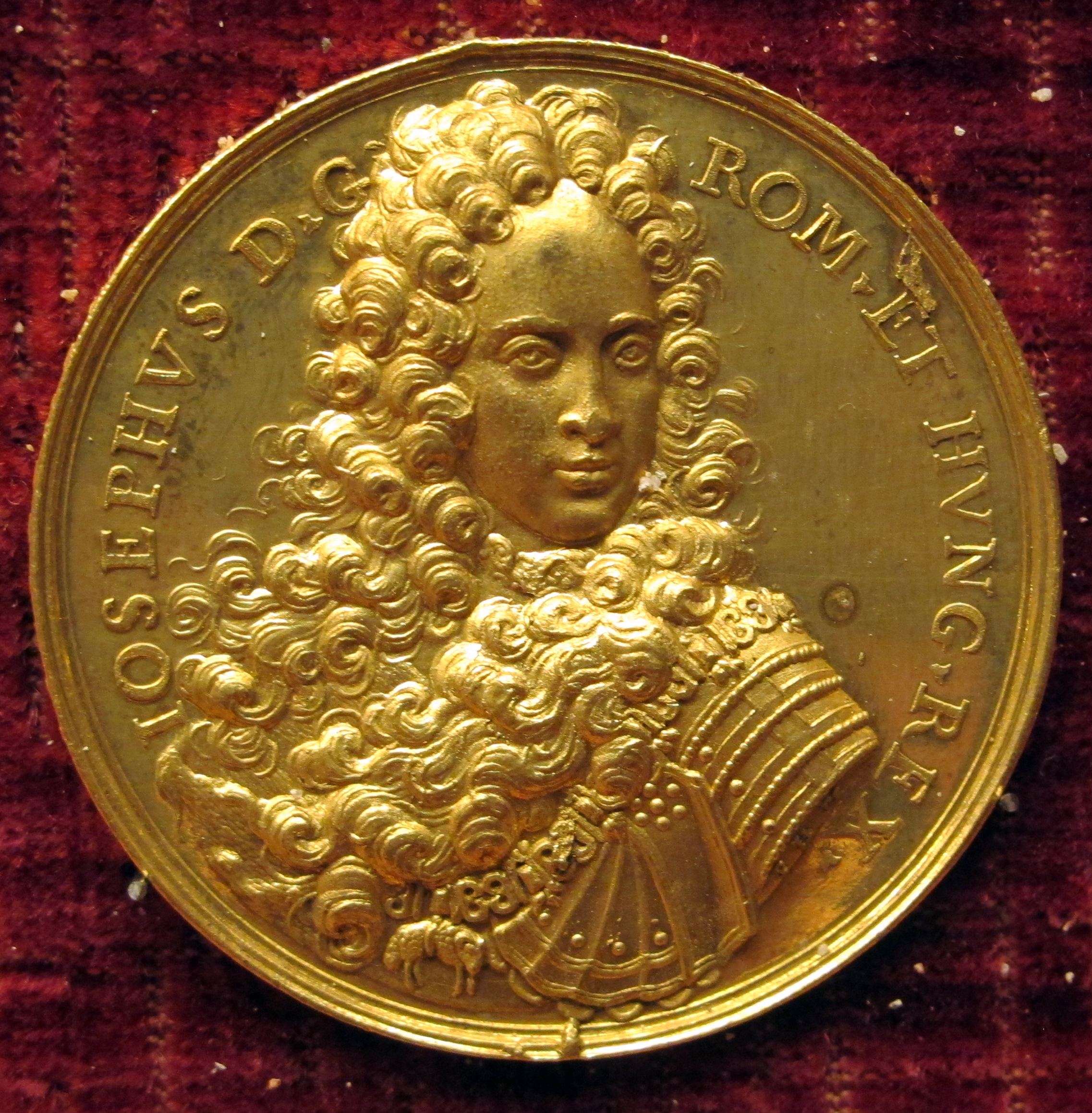
Kaiser Joseph I.; Medaille von P. H. Müller, 1709

Er avancierte zu einem der bedeutendsten Medailleure und Stempelschneider seiner Zeit. Er schuf Portraitmedaillen, Medaillen auf militärische Erfolge, Friedensschlüsse, Krönungen und andere politische Ereignisse, sowie Gelegenheitsmedaillen auf die Freundschaft und private Ereignisse wie Taufen. Das umfangreichste Werk ist die 104 Medaillen umfassende Folge der Päpste bis auf Clemens X. In den Jahren 1677 bis 1718 lieferte er fast alle in der Münzstätte Augsburg verwendete Prägestempel. Daneben war er auch für andere Münzherren wie dem Erzbistum Salzburg, der Reichsstadt Nürnberg, dem Herzogtum Württemberg und anderen süddeutschen Münzständen tätig. Darüber hinaus bestand eine sehr fruchtbare Zusammenarbeit mit den privaten Nürnberger Prägestätten und den Medaillenverlegern Kaspar Gottlieb Laufer und Friedrich Kleinert. Einen Teil seiner Werke signierte er mit P. H. M. und P. H. Müller. Seine Stempel signierte er gelegentlich mit einem Stern. Sein Ruhm gründet sich auch auf die Installation einer Spindelpresse, die zu den ersten in Deutschland installierten gehört. Sie ermöglichte es ihm eine präzisere Wiedergabe der Details und stärkere Reliefierung der Medaillen.